# زنیتسا
زنیتسا (به بوسنیایی: Zenica، به سیریلیک: Зеница) یک شهر صنعتی در بوسنی و هرزگوین است.

## جغرافیا
این شهر مرکز استان زنیتسا-دوبوی  در فدراسیون بوسنی و هرزگوین است.
زنیتسا در حدود ۷۰ کیلومتری شمال سارایوو و بر کرانه رود بوسنا جای گرفته و توسط کوه‌ها و تپه‌های منطقه در برگرفته شده‌است.

## جمعیت و مساحت
جمعیت زنیتسا بر پایه آمار سال ۲۰۰۷ برابر با ۱۲۷٬۳۳۴  نفر و مساحتش ۴۹۹٫۷ کیلومتر مربع است.

### ساختار جمعیتی
بر پایه آمار سال ۲۰۰۵، ترکیب نژادی جمعیت ساکن در زنیتسا و حومه‌اش شامل ۸۵٪ بوسنیایی، ۸٪ کروات و ۵٪ صرب بوده‌است. این آمار در سال ۱۹۹۱، شامل ۵۵٪ بوسنیایی، ۱۵٪ کروات، ۱۵٪ صرب و ۱۱٪ یوگوسلاو بود.

## گردشگری
بخش قدیمی شهر، دارای چند جاذبه گردشگری از جمله یک کنیسه کهن که امروزه تبدیل به موزه شهر شده و نیز مسجد شهر است.